# Persone di nome Nathan
| Questa pagina contiene informazioni ricavate automaticamente dalle voci biografiche con l'ausilio del template Bio e di un bot. L'aggiornamento è periodico e automatico e ricostruisce completamente la pagina. Se manca una persona in questa lista, sei pregato di non aggiungerla, ma accertati piuttosto che la sua voce biografica contenga il template Bio e che i dati anagrafici siano correttamente compilati. Se il template Bio manca, inseriscilo tu stesso o, in alternativa, metti l'avviso {{tmp\|Bio}} che ne segnala la mancanza. Se i dati riportati sono sbagliati, correggi direttamente la voce biografica; le modifiche saranno visibili in questa lista entro pochi giorni. Per chiarimenti vedi il progetto antroponimi. La lista contiene solo le 212 persone che sono citate nell'enciclopedia e per le quali è stato implementato correttamente il template Bio. Pagina aggiornata al 16 ott 2024. |

Questa è una lista di persone presenti nell'enciclopedia che hanno il prenome Nathan, suddivise per attività principale.

## Allenatori di calcio(2)
- Nathan Jones, allenatore di calcio e ex calciatore gallese (Blaenrhondda, n. 1973)
- Nathan Rutjes, allenatore di calcio e ex calciatore olandese (Rotterdam, n. 1983)

## Allenatori di hockey su ghiaccio(1)
- Nate DiCasmirro, allenatore di hockey su ghiaccio e ex hockeista su ghiaccio statunitense (Atikokan, n. 1978)

## Arcivescovi luterani(1)
- Nathan Söderblom, arcivescovo luterano, teologo e storico delle religioni svedese (Trönö, n. 1866 - Uppsala, † 1931)

## Artisti marziali misti(3)
- Nate Diaz, artista marziale misto statunitense (Stockton, n. 1985)
- Nate Marquardt, artista marziale misto statunitense (Lander, n. 1979)
- Nathan Orton, artista marziale misto e comico statunitense (Knoxville, n. 1987)

## Attori(19)
- Nathan Coenen, attore australiano (Adelaide, n. 1992)
- Nate Corddry, attore statunitense (Weymouth, n. 1977)
- Nathan Darrow, attore statunitense (Kansas City, n. 1976)
- Nathan Fillion, attore e doppiatore canadese (Edmonton, n. 1971)
- Nathan Gamble, attore statunitense (Tacoma, n. 1998)
- Nathan George, attore statunitense (n. 1936 - New York, † 2017)
- Nathan Jones, attore e powerlifter australiano (Gold Coast, n. 1969)
- Nathan Keyes, attore statunitense (Washington, n. 1985)
- Nathan Kress, attore statunitense (Glendale, n. 1992)
- Nathan McLeod, attore canadese (Alberta, n. 1993)
- Nathan Meister, attore neozelandese (Nuova Zelanda)
- Nathan Mitchell, attore canadese (Mississauga, n. 1988)
- Nathan O'Toole, attore irlandese (Dunshaughlin, n. 1998)
- Nathan Page, attore australiano (Perth, n. 1971)
- Nathan Parsons, attore statunitense (Adelaide, n. 1988)
- Nathan Phillips, attore australiano (Sunbury, n. 1980)
- Nathan Stewart-Jarrett, attore britannico (Londra, n. 1985)
- Nate Torrence, attore e doppiatore statunitense (Canton, n. 1977)
- Nathan West, attore, musicista e cantante statunitense (Anchorage, n. 1978)

## Attori teatrali(1)
- Nathan Field, attore teatrale e drammaturgo inglese (n. 1587 - † 1620)

## Banchieri(1)
- Nathan Mayer Rothschild, banchiere inglese (Francoforte sul Meno, n. 1777 - Francoforte sul Meno, † 1836)

## Baritoni(1)
- Nathan Gunn, baritono statunitense (South Bend, n. 1970)

## Bassisti(2)
- Nathan East, bassista statunitense (Filadelfia, n. 1955)
- Nate Mendel, bassista statunitense (Richland, n. 1968)

## Batteristi(1)
- Joey Jordison, batterista e polistrumentista statunitense (Des Moines, n. 1975 - † 2021)

## Biatleti(1)
- Nathan Smith, biatleta canadese (Calgary, n. 1985)

## Bobbisti(1)
- Chip Minton, ex bobbista e ex wrestler statunitense (Macon, n. 1969)

## Cabarettisti(1)
- Nathan Lee Graham, cabarettista e attore statunitense (Saint Louis, n. 1968)

## Calciatori(50)
- Nat Agar, calciatore, allenatore di calcio e dirigente sportivo inglese (Sheffield, n. 1888 - New York, † 1978)
- Nathan Aké, calciatore olandese (L'Aia, n. 1995)
- Nathan Baker, ex calciatore inglese (Worcester, n. 1991)
- Nathan Blake, ex calciatore gallese (Cardiff, n. 1972)
- Luke Brattan, calciatore australiano (Kingston upon Hull, n. 1990)
- Nathan Broadhead, calciatore gallese (Bangor, n. 1998)
- Nathan Burns, calciatore australiano (Orange, n. 1988)
- Nathan Byrne, calciatore inglese (St Albans, n. 1992)
- Nathan Camargo, calciatore brasiliano (Limeira, n. 2005)
- Nathan Cardoso, calciatore brasiliano (San Paolo, n. 1995)
- Nathan Coe, ex calciatore australiano (Brisbane, n. 1984)
- Nathan Collins, calciatore irlandese (Leixlip, n. 2001)
- Nathan Delfouneso, calciatore inglese (Tyseley, n. 1991)
- Nathan Doyle, ex calciatore inglese (Derby, n. 1987)
- Nathan Dyer, ex calciatore inglese (Trowbridge, n. 1987)
- Nathan Eccleston, ex calciatore inglese (Manchester, n. 1990)
- Nathan Ellington, ex calciatore inglese (Bradford, n. 1981)
- Nathan Fasika, calciatore congolese (Repubblica Democratica del Congo) (Kinshasa, n. 1999)
- Nathan Fernandes, calciatore brasiliano (Campos dos Goytacazes, n. 2005)
- Nathan Fogaça, calciatore brasiliano (Palmeira, n. 1999)
- Nathan Gassama, calciatore francese (Évry, n. 2001)
- Nathan Harriel, calciatore statunitense (Oldsmar, n. 2001)
- Nathan Holder, calciatore olandese (Amsterdam, n. 2002)
- Nathan Kabasele, calciatore belga (Bruxelles, n. 1994)
- Nathan Kerr, calciatore nordirlandese (Belfast, n. 1998)
- Nathan Lewis, ex calciatore trinidadiano (Maloney, n. 1990)
- Nathan McGinley, calciatore inglese (Middlesbrough, n. 1996)
- Nathan Mendes, calciatore brasiliano (Caçapava, n. 2002)
- Nathan Moriah-Welsh, calciatore guyanese (Londra, n. 2002)
- Nathan Palafoz de Sousa, calciatore brasiliano (Rio de Janeiro, n. 1999)
- Nathan Trott, calciatore inglese (Bermuda, n. 1998)
- Nathan Ngoy, calciatore belga (n. 2003)
- Nathan Ngoumou, calciatore francese (Tolosa, n. 2000)
- Nathan Ordaz, calciatore salvadoregno (Van Nuys, n. 2004)
- Nathan Patterson, calciatore scozzese (Glasgow, n. 2001)
- Nathan Pond, calciatore montserratiano (Preston, n. 1985)
- Nathan Ralph, calciatore inglese (Great Dunmow, n. 1993)
- Nathan Redmond, calciatore inglese (Birmingham, n. 1994)
- Nathan Ribeiro, ex calciatore brasiliano (Toledo, n. 1990)
- Nathan Santos de Araújo, calciatore brasiliano (Ribeirão Preto, n. 2001)
- Nathan Sinkala, calciatore zambiano (Chingola, n. 1990)
- Nathan Júnior, calciatore brasiliano (Rio de Janeiro, n. 1989)
- Nathan Sturgis, ex calciatore statunitense (St. Augustine, n. 1987)
- Nathan Tella, calciatore inglese (Stevenage, n. 1999)
- Nathan Tjoe-A-On, calciatore olandese (Rotterdam, n. 2001)
- Nathan Tyson, ex calciatore inglese (Reading, n. 1982)
- Nathan Wood-Gordon, calciatore inglese (Ingleby Barwick, n. 2002)
- Nathan Zézé, calciatore francese (Nantes, n. 2005)
- Nathan de Medina, calciatore belga (Bruxelles, n. 1997)
- Nathan Allan de Souza, calciatore brasiliano (Blumenau, n. 1996)

## Canoisti(1)
- Nathan Baggaley, canoista australiano (Byron Bay, n. 1975)

## Canottieri(2)
- Nathan Cohen, canottiere neozelandese (Christchurch, n. 1986)
- Nathan Twaddle, canottiere neozelandese (Hamilton, n. 1976)

## Cantanti(3)
- Nathan Evans, cantante scozzese (Airdrie, n. 1994)
- Nathan Moore, cantante inglese (Londra, n. 1965)
- Nathan Morris, cantante statunitense (Filadelfia, n. 1971)

## Cestisti(24)
- Nathan Adrian, cestista statunitense (Morgantown, n. 1995)
- Nathan Boothe, cestista statunitense (Oak Park, n. 1994)
- Nate Darling, cestista canadese (Saint John, n. 1998)
- Nathan De Sousa, cestista francese (Saint-Quentin, n. 2003)
- Nate DeLong, cestista e allenatore di pallacanestro statunitense (Chippewa Falls, n. 1926 - Duluth, † 2010)
- Nate Doornekamp, ex cestista canadese (Odessa, n. 1982)
- Nate Driggers, ex cestista statunitense (Chicago, n. 1973)
- Nate Erdmann, ex cestista statunitense (Fort Dodge, n. 1973)
- Nat Frankel, cestista statunitense (Brooklyn, n. 1913 - Queens, † 2006)
- Nate Gerwig, ex cestista statunitense (Pittsburgh, n. 1983)
- Nate Green, ex cestista e arbitro di pallacanestro statunitense (Des Moines, n. 1977)
- Nate Higgs, ex cestista statunitense (Tarboro, n. 1970)
- Nat Holman, cestista e allenatore di pallacanestro statunitense (New York, n. 1896 - Riverdale, † 1995)
- Nathan Jawai, cestista australiano (Sydney, n. 1986)
- Nate Johnson, ex cestista statunitense (Kansas City, n. 1979)
- Nathan Knight, cestista statunitense (Syracuse, n. 1997)
- Nathan Kuta, cestista olandese (n. 2000)
- Nathan Mensah, cestista ghanese (Accra, n. 1998)
- Nat Militzok, cestista statunitense (New York, n. 1923 - Las Vegas, † 2009)
- Nathan Peavy, ex cestista e allenatore di pallacanestro statunitense (Dayton, n. 1985)
- Nate Reinking, ex cestista e allenatore di pallacanestro statunitense (Upper Sandusky, n. 1973)
- Nate Reuvers, cestista statunitense (Lakeville, n. 1998)
- Nate Sestina, cestista statunitense (St. Marys, n. 1997)
- Nathan Sobey, cestista australiano (Warrnambool, n. 1990)

## Chitarristi(1)
- Nathan Connolly, chitarrista britannico (Belfast, n. 1981)

## Ciclisti su strada(5)
- Nathan Brown, ex ciclista su strada statunitense (Colorado Springs, n. 1991)
- Nathan Haas, ciclista su strada australiano (Brisbane, n. 1989)
- Nathan O'Neill, ciclista su strada e pistard australiano (Sydney, n. 1974)
- Nathan Van Hooydonck, ex ciclista su strada belga (Gooreind, n. 1995)
- Nathan Vandepitte, ciclista su strada francese (Tielt, n. 2000)

## Comici(1)
- Nathan Fielder, comico, attore e produttore cinematografico canadese (Vancouver, n. 1983)

## Compositori(5)
- Nathan Barr, compositore e musicista statunitense (New York, n. 1973)
- Nathan McCree, compositore britannico (Inghilterra, n. 1969)
- Nathan Scott, compositore statunitense (Salinas, n. 1915 - Sherman Oaks, † 2010)
- Van Cleave, compositore statunitense (Bayfield, n. 1910 - † 1970)
- Nathan Wang, compositore e direttore d'orchestra statunitense (Los Angeles, n. 1956)

## Criminali(1)
- Leopold e Loeb, criminale statunitense (Chicago, n. 1904 - Porto Rico, † 1971)

## Disc jockey(1)
- Nathan Dawe, disc jockey britannico (Burton upon Trent, n. 1994)

## Entomologi(1)
- Nathan Banks, entomologo e aracnologo statunitense (Roslyn, n. 1868 - Holliston, † 1953)

## Esploratori(1)
- Nathan Coombs, esploratore statunitense (Massachusetts, n. 1826 - Napa, † 1877)

## Fisici(2)
- Nathan Rosen, fisico statunitense (Brooklyn, n. 1909 - Haifa, † 1995)
- Nathan Seiberg, fisico israeliano (Tel Aviv, n. 1956)

## Fisiologi(1)
- Nathan Zuntz, fisiologo tedesco (Bonn, n. 1847 - Berlino, † 1920)

## Fotografi(1)
- Nathan Lerner, fotografo statunitense (n. 1913 - † 1997)

## Generali(1)
- Nathan George Evans, generale statunitense (Contea di Marion, n. 1824 - Midway, † 1868)

## Giocatori di badminton(1)
- Nathan Robertson, ex giocatore di badminton britannico (Nottingham, n. 1977)

## Giocatori di baseball(2)
- Nathan Eovaldi, giocatore di baseball statunitense (Houston, n. 1990)
- Nate Jones, ex giocatore di baseball statunitense (Butler, n. 1986)

## Giocatori di football americano(3)
- Nate Clements, ex giocatore di football americano statunitense (Shaker Heights, n. 1979)
- Nate Freese, giocatore di football americano statunitense (n. 1990)
- Nathan Peterman, giocatore di football americano statunitense (Jacksonville, n. 1994)

## Giuristi(1)
- Nathan Roscoe Pound, giurista e insegnante statunitense (Lincoln, n. 1870 - Cambridge, † 1964)

## Hockeisti su ghiaccio(3)
- Nathan Horton, hockeista su ghiaccio canadese (Welland, n. 1985)
- Nathan MacKinnon, hockeista su ghiaccio canadese (Springhill, n. 1995)
- Nate Thompson, ex hockeista su ghiaccio statunitense (Anchorage, n. 1984)

## Imprenditori(1)
- Nathan Straus, imprenditore tedesco (Otterberg, n. 1848 - New York, † 1931)

## Informatici(1)
- Nathan Adams, programmatore inglese (n. 1991)

## Ingegneri(1)
- Nathan Levinson, ingegnere statunitense (New York, n. 1888 - Los Angeles, † 1952)

## Insegnanti(1)
- Nathan Levialdi Ghiron, docente italiano (Napoli, n. 1968)

## Inventori(1)
- Nathan Stubblefield, inventore statunitense (n. 1860 - † 1928)

## Kickboxer(1)
- Nathan Corbett, kickboxer e thaiboxer australiano (Hamilton, n. 1979)

## Lessicografi(1)
- Nathan ben Yehiel, lessicografo italiano (Roma - Roma, † 1106)

## Marciatori(1)
- Nathan Deakes, ex marciatore australiano (Geelong, n. 1977)

## Matematici(1)
- Nathan Jacobson, matematico statunitense (Varsavia, n. 1910 - Hamden, † 1999)

## Medici(3)
- Nathan Edwin Brill, medico statunitense (New York, n. 1860 - New York, † 1925)
- Nathan Brownson, medico e politico statunitense (Woodbury, n. 1742 - Riceboro, † 1796)
- Nathan Cassuto, medico e rabbino italiano (Firenze, n. 1909 - Rogoźnica, † 1945)

## Militari(2)
- Nathan Bedford Forrest, militare (Chapel Hill, n. 1821 - Memphis, † 1877)
- Nathan Hale, militare statunitense (Coventry, n. 1755 - New York, † 1776)

## Modelli(1)
- Nathan Owens, modello e attore statunitense (San Francisco Bay Area, n. 1984)

## Musicisti(4)
- Nathan Abshire, musicista statunitense (Gueydan, n. 1913 - Basile, † 1981)
- Nathan Fake, musicista britannico (Necton, n. 1983)
- Nathan Johnson, musicista e compositore statunitense (Washington, n. 1976)
- Nathan Larson, musicista e compositore statunitense (Maryland, n. 1970)

## Nuotatori(1)
- Nathan Adrian, nuotatore statunitense (Bremerton, n. 1988)

## Pallavolisti(1)
- Nathan Roberts, pallavolista australiano (Adelaide, n. 1986)

## Pattinatori artistici su ghiaccio(1)
- Nathan Chen, pattinatore artistico su ghiaccio statunitense (Salt Lake City, n. 1999)

## Pentatleti(1)
- Nathan Schrimsher, pentatleta statunitense (Roswell, n. 1992)

## Politici(5)
- Nathan Clifford, politico statunitense (Rumney, n. 1803 - Cornish, † 1881)
- Nathan Gill, politico britannico (Kingston upon Hull, n. 1973)
- Nathan Goff Junior, politico statunitense (Waldomore, n. 1843 - Clarksburg, † 1920)
- Nathan Kelsey Hall, politico statunitense (Marcellus, n. 1810 - Buffalo, † 1874)
- Nathan Law, politico e attivista hongkonghese (Shenzhen, n. 1993)

## Predicatori(1)
- Nathan Homer Knorr, predicatore statunitense (Bethlehem, n. 1905 - Wallkill, † 1977)

## Produttori discografici(1)
- Nathan Chapman, produttore discografico e musicista statunitense

## Profeti(1)
- Nathan di Gaza, profeta ottomano (Gerusalemme, n. 1643 - Skopje, † 1680)

## Psicoanalisti(1)
- Nathan Adler, psicoanalista statunitense (New York, n. 1911 - Mill Valley, † 1994)

## Pugili(3)
- Nathan Bor, pugile statunitense (Fall River, n. 1913 - † 1972)
- Nate Brooks, pugile statunitense (Cleveland, n. 1933 - † 2020)
- Nathan Mann, pugile statunitense (New Haven, n. 1915 - Hamden, † 1999)

## Rabbini(2)
- Nathan Adler, rabbino e religioso tedesco (Francoforte sul Meno, n. 1741 - Francoforte sul Meno, † 1800)
- Nathan il Babilonese, rabbino ebreo antico (Babilonia)

## Rapper(1)
- NF, rapper e compositore statunitense (Gladwin, n. 1991)

## Registi(2)
- Nathan Cox, regista statunitense (n. 1971)
- Nathan Greno, regista statunitense (Kenosha, n. 1975)

## Rugbisti a 15(3)
- Nathan Grey, ex rugbista a 15 e allenatore di rugby a 15 australiano (Gosford, n. 1975)
- Nathan Hines, ex rugbista a 15 e allenatore di rugby a 15 australiano (Wagga Wagga, n. 1976)
- Nathan Sharpe, ex rugbista a 15 e conduttore televisivo australiano (Wagga Wagga, n. 1978)

## Rugbisti a 7(1)
- Nate Ebner, rugbista a 7 e giocatore di football americano statunitense (Dublin, n. 1988)

## Scenografi(1)
- Nathan Crowley, scenografo britannico (Londra, n. 1966)

## Scrittori(6)
- Nathan Asch, scrittore statunitense (Varsavia, n. 1902 - San Francisco, † 1964)
- Nathan André Chouraqui, scrittore, filosofo e storico algerino (ʿAyn Temūshent, n. 1917 - Gerusalemme, † 2007)
- Nathan Englander, scrittore statunitense (West Hempstead, n. 1970)
- Nathan Gelb, scrittore statunitense (Chicago, n. 1962)
- N. Richard Nash, scrittore, drammaturgo e sceneggiatore statunitense (Filadelfia, n. 1913 - Manhattan, † 2000)
- Nathanael West, scrittore statunitense (New York, n. 1903 - El Centro, † 1940)

## Scultori(1)
- Nathan Rapoport, scultore polacco (Varsavia, n. 1911 - New York, † 1987)

## Skeletonisti(1)
- Nathan Crumpton, skeletonista e velocista statunitense (Nairobi, n. 1985)

## Storici(2)
- Nat Hentoff, storico, romanziere e critico musicale statunitense (Boston, n. 1925 - New York, † 2017)
- Nathan Wachtel, storico francese (Metz, n. 1935)

## Tennisti(2)
- Nathan Healey, ex tennista australiano (Gosford, n. 1980)
- Nathan Smith, tennista statunitense

## Tiratori a volo(1)
- Nathan Hales, tiratore a volo britannico (Chatham, n. 1996)

## Tuffatori(1)
- Nathan Zsombor-Murray, tuffatore canadese (Montréal, n. 2003)

## Velisti(2)
- Nathan Outteridge, velista australiano (n. 1986)
- Nathan Wilmot, velista australiano (Sydney, n. 1979)

## Velocisti(1)
- Nathan Strother, velocista statunitense (Norcross, n. 1995)

## Violinisti(1)
- Nathan Milstein, violinista russo (Odessa, n. 1903 - Londra, † 1992)

## Wrestler(2)
- Jason Jordan, wrestler statunitense (Chicago, n. 1988)
- Brody King, wrestler statunitense (Van Nuys, n. 1987)

## Senza attività specificata(1)
- Nathan Johnstone, ex snowboarder australiano (Mona Vale, n. 1990)